# Leucoma siderea
Leucoma siderea är en fjärilsart som beskrevs av Erich Martin Hering 1926. Leucoma siderea ingår i släktet Leucoma och familjen tofsspinnare. Inga underarter finns listade i Catalogue of Life.